# نینوا (کامیون)

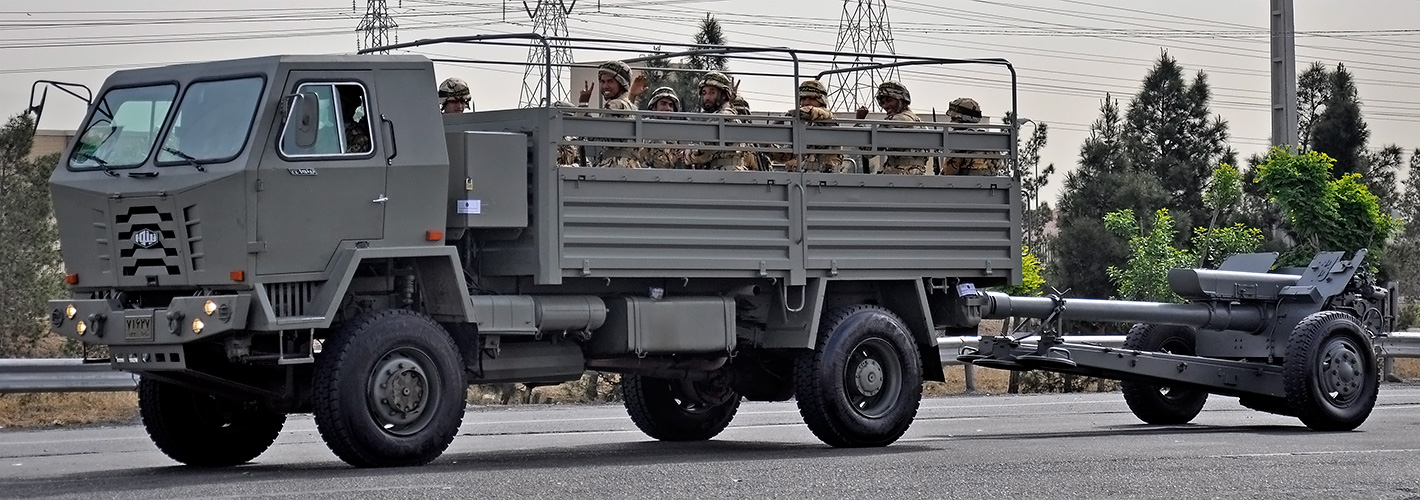

نینوا یک خودروی تاکتیکی ساخت جهاد خودکفایی نیروی زمینی ارتش جمهوری اسلامی ایران است. این خودرو نخستین بار در تاریخ ۸ مهر ۱۳۹۱ رونمایی شد.
این کامیون با طول ۷ متر، عرض ۲٫۵ متر و ارتفاع ۲٫۸ متر و با قدرت موتور ۲۴۰ اسب بخار، ظرفیت حمل ۵ تن بار در جاده و ۲٫۵ تن بار در کلیه شرایط تاکتیکی را دارد. این خودرو قابلیت عبور از شیب عرضی ۳۰ درصد و عبور از شیب طولی ۶۰ درصد را دارا می‌باشد.
خودرو تاکتیکی ۲٫۵ تنی ۴ در ۴ «نینوا» بر پایه نیاز نیروهای مسلح ایران، توسط جهاد خودکفایی نیروی زمینی ارتش طراحی شده است. این خودرو قادر است در مناطق صعب‌العبور، کوهستانی، ناهموار، دشت، بیابان، کویر و رودخانه‌های کم‌عمق، با سهولت حرکت کند.
وظیفه اصلی این خودرو گشت‌زنی و شناسایی است ولی می‌توان با نصب تسلیحات از آن به عنوان یک خودروی پشتیبانی نیز استفاده کرد. خودروی نینوا به گونه‌ای طراحی شده که بتواند، حتی با وجود آسیب‌های فراوان، سرنشینان خود را سالم از منطقه دور کرده و به حرکت خود ادامه دهد. این خودور در حمل مهمات، نفرات و توپ‌های پدافندی در زمین‌های ناهموار نیز قابلیت‌های بالایی دارد.

## پی‌نوشت‌ها
1. ↑  رونمایی از اسلحه جدید با برد۴۰۰۰ متر و خودروی تاکتیکی نینوا خبرگزاری مهر
2. ↑  تفنگ تک تيرانداز "شاهر" و خودروي تاکتيکي "نينوا" رونمايي شد باشگاه خبرنگاران جوان
3. ↑  ویژگی جدیدترین دستاوردهای ارتش +تصاویر بایگانی‌شده  در ۱۲ مه ۲۰۲۰ توسط Wayback Machine تابناک
4. ↑  نسل جدید "خودروی تاکتیکی نینوا" را بهتر بشناسید باشگاه خبرنگاران جوان